# ناكاز كاترين الثانية

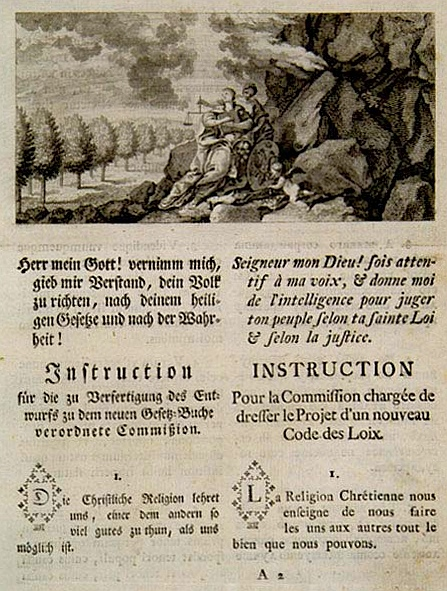
The title page of the Nakaz.

نكاز، أو تعليمات كاترين العظمى (بالروسية: Наказ Екатерины II Комиссии о составлении проекта нового Уложения) هو بيان من المبادئ القانونية من تأليف كاثرين العظيمة إمبراطورة روسيا، تداخل مع أفكار التنوير الفرنسية. جُمع ليكون دليلًا للجنة عموم روسيا التشريعية التي عقدت في عام 1767 لغرض وضع نظام قوانين حديث محل نظام قوانين موسكو. اعتقدت كاثرين أن تعزيز القوانين والمؤسسات، هو فوق كل شيء تعزيز للنظام الملكي.
أعلنت التعليمات المساواة بين جميع الرجال أمام القانون ورفض عقوبة الإعدام والتعذيب، وسبقت بذلك ما جاء في دستور الولايات المتحدة والدستور البولندي لاحقًا. مع أن النكاز أكد على الحكم المطلق، كان الموقف من القنانة أكثر ضبابية: أُعيدت صياغة الفصل المخصص للفلاحين عدة مرات مع تطور رؤية كاثرين للموضوع.

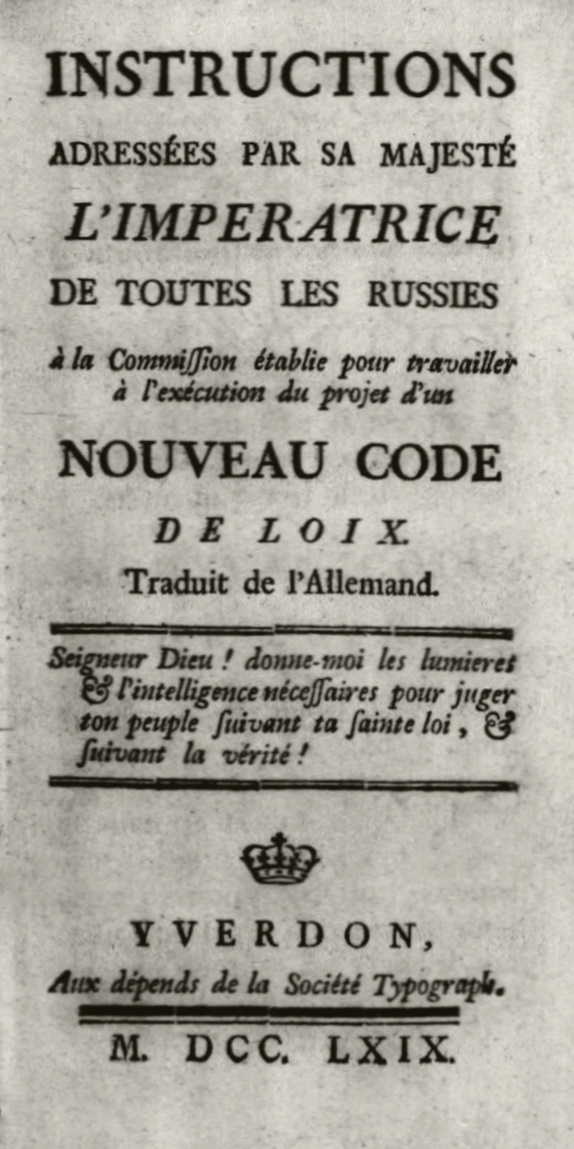
French translation of the Instructions, 1769

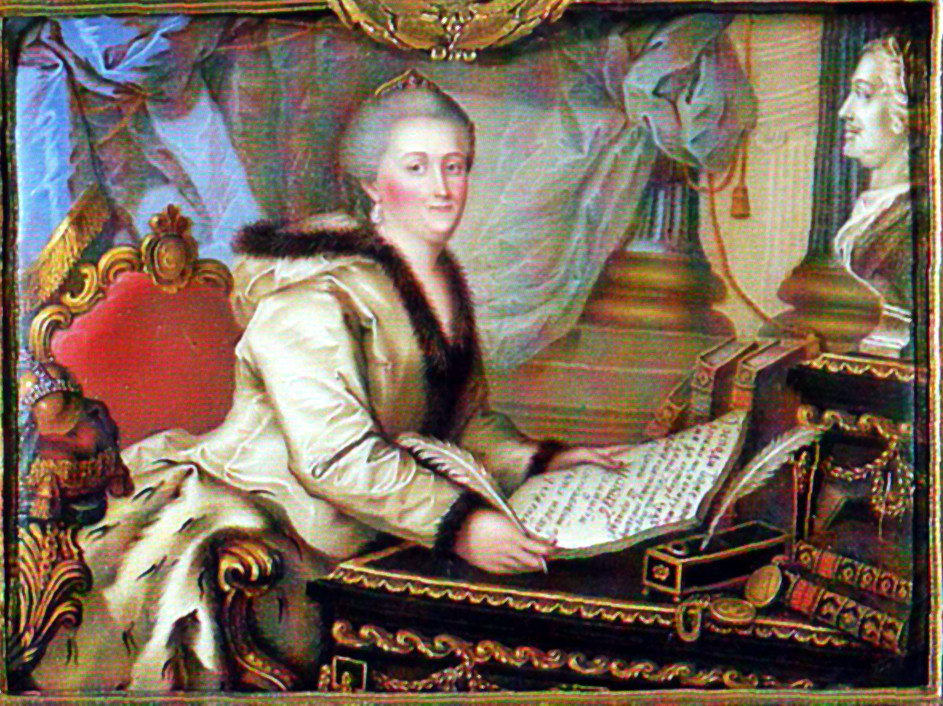
Catherine the Great with the Nakaz